# Weiß wie Schnee – Wer ist die Schönste im ganzen Land?
Weiß wie Schnee – Wer ist die Schönste im ganzen Land? (frz. Blanche comme neige) ist eine Tragikomödie von Anne Fontaine von 2019. Der Film ist eine moderne Form der Schneewittchen-Thematik.

## Handlung
Die attraktive Claire arbeitet bei ihrer Stiefmutter Maud im Hotel. Da Mauds Liebhaber Claire verfallen ist, fasst Maud den Plan, Claire zu beseitigen. Claire wird zwar von der Straße weg entführt, sie kann sich jedoch nach einem Unfall aus dem Kofferraum befreien. Sie wird von einem Dorfbewohner gerettet und lernt mit der Zeit eine Reihe von Männern des Dorfes kennen, mit einigen hat sie auch eine Affäre. Die Stiefmutter Maud sucht sie heimlich und findet sie in dem Dorf, wo sie als Kellnerin arbeitet. Claire erklärt ihr, dass sie hier bei ihren neuen Freunden bleiben möchte. Maud versucht, sie mit einem vergifteten Apfel umzubringen, das Picknick wird jedoch von einem jugendlichen Liebhaber gestört. Auch ein weiterer Giftanschlag schlägt fehl. Schließlich stößt Maud die betrunkene Stieftochter während der Fahrt aus dem Auto, diese stürzt einen Abhang hinunter. Maud begibt sich in eine Kapelle und entzündet eine Kerze, dabei gerät sie selbst in Brand und schreit jämmerlich. In einem Krankenzimmer macht die benommene Claire inzwischen die Augen wieder auf, zur Freude der sieben anwesenden Dorfbewohner.

## Kritik
Oliver Armknecht bei film-rezensionen.de vergibt 6 von 10 Punkten: „Teilweise ist das unterhaltsam, Isabelle Huppert ist für die Rolle der bösen Stiefmutter eine Idealbesetzung, auch die Bilder sind toll. Der Funke springt dennoch nicht ganz über, da das Drehbuch selbst nicht weiß, was es mit dem Szenario anfangen soll.“